# Az Atlético Madrid 2009–2010-es szezonja
Az Atlético Madrid 2009-2010-es szezonjában a spanyol bajnokságban kilencedik helyen zárt a csapat. Az Európa-liga 2009–2010-es, egyben első kiírását a Fulham FC ellen megnyerte a csapat, Diego Forlán két góljával. A spanyol kupában a Sevilla FC elleni döntőt 2–0 arányban elbukták.

## Keret

### Kapusok
- David de Gea
- Sergio Asenjo
- Roberto

### Védők
- Juan Valera
- Antonio López (C)
- John Heitinga (2009. szeptemberéig)
- Mariano Pernía
- Juanito
- Tomáš Ujfaluši
- Álvaro Domínguez
- Luis Perea
- Pablo Ibáñez
- Leandro Cabrera
- Sergio

### Középpályások
- Tiago
- Ignacio Camacho
- Ruszo Marek
- Jurado
- Maxi Rodríguez
- Paulo Assunção
- Eduardo Salvio
- José Antonio Reyes
- Simão
- Cléber
- Koke
- Cedric

### Támadók
- Diego Forlán
- Sergio Agüero
- Florent Sinama-Pongolle
- Borja González
- Ibrahima Baldé
- Jorge Molino
- Sebastián Gallegos

## La Liga

### Mérkőzések
- Málaga-Atlético de Madrid 3-0
- 1-0 Nabil Baha  34'
- 2-0 Manu  62'
- 3-0 Manu Torres  89'
- Atlético de Madrid-Racing Santander 1-1
- 1-0 Jurado  43'
- 1-1 Óscar Serrano  45'
- Barcelona-Atlético de Madrid 5-2
- 1-0 Zlatan Ibrahimović  2'
- 2-0 Lionel Messi  16'
- 3-0 Dani Alves  30'
- 4-0 Seydou Keita  41'
- 4-1 Sergio Agüero  45'
- 4-2 Diego Forlán  84'
- 5-2 Lionel Messi  90'
- Atlético de Madrid-Almería 2-2
- 0-1 Pablo Piatti  26'
- 1-1 Cléber  28'
- 2-1 Diego Forlán  56'
- 2-2 Pablo Piatti  90'
- Valencia-Atlético de Madrid 2-2
- 0-1 Sergio Agüero  7'
- 1-1 Pablo Hernández  25'
- 2-1 David Villa  27'
- 2-2 Maxi Rodríguez  90'
- Atlético de Madrid-Real Zaragoza 2-1
- 1-0 Jurado  2'
- 2-0 Antonio López  66'
- 2-1 Ewerthon  71' (pen.)
- Osasuna-Atlético de Madrid 3-0
- 1-0 Walter Pandiani  4'
- 2-0 Walter Pandiani  27'
- 3-0 Carlos Aranda  30'
- Atlético de Madrid-Mallorca 1-1
- 1-0 Diego Forlán  52' (pen.)
- 1-1 Borja Valero  90'
- Athletic Club-Atlético de Madrid 1-0
- 1-0 Javi Martínez  19'
- Atlético de Madrid-Real Madrid 2-3
- 0-1 Kaká  5'
- 0-2 Marcelo  24'
- 0-3 Gonzalo Higuaín  64'
- 1-3 Diego Forlán  79'
- 2-3 Sergio Agüero  81'
- Deportivo-Atlético de Madrid 2-1
- 0-1 Sergio Agüero  3'
- 1-1 Diego Colotto  21'
- 2-1 Andrés Guardado  90' (pen.)
- Atlético de Madrid-Espanyol 4-0
- 1-0 Diego Forlán  27'
- 2-0 Sergio Agüero  62'
- 3-0 Sergio Agüero  85'
- 4-0 Maxi Rodríguez  89'
- Xerez-Atlético de Madrid 0-2
- 0-1 Diego Forlán  29'
- 0-2 Sergio Agüero  65'
- Atlético de Madrid-Villarreal 1-2
- 1-0 Simão  37'
- 1-1 David Fuster  49'
- 1-2 Joseba Llorente  90'
- Tenerife-Atlético de Madrid 1-1
- 1-0 Nino  3'
- 1-1 Jurado  22'
- Atlético de Madrid-Sevilla 2-1
- 0-1 Renato  44'
- 1-1 Ivica Dragutinović  48' (ög.)
- 2-1 Antonio López  90'
- Valladolid-Atlético de Madrid 0-4
- 0-1 Jurado  16'
- 0-2 Diego Forlán  32'
- 0-3 José Antonio Reyes  59'
- 0-4 Sergio Agüero  90'
- Atlético de Madrid-Sporting Gijón 3-2
- 1-0 Diego Forlán  13'
- 1-1 Diego Castro  34' (pen.)
- 2-1 Paulo Assunção  53'
- 3-1 Ibrahima Baldé  66'
- 3-2 Luis Morán  90'
- Getafe-Atlético de Madrid 1-0
- 1-0 Manu del Moral  39'
- Atlético de Madrid-Málaga 0-2
- 0-1 Duda  3'
- 0-2 Javi López  70'
- Racing Santander-Atlético de Madrid 1-1
- 0-1 Diego Forlán  24'
- 1-1 Gonzalo Colsa  36'
- Atlético de Madrid-Barcelona 2-1
- 1-0 Diego Forlán  9'
- 2-0 Simão  23'
- 2-1 Zlatan Ibrahimović  27'
- Almería-Atlético de Madrid 1-0
- 1-0 Pablo Piatti  87'
- Atlético de Madrid-Valencia 4-1
- 0-1 David Silva  20'
- 1-1 Diego Forlán  30' (pen.)
- 2-1 Sergio Agüero  78'
- 3-1 Diego Forlán  86'
- 4-1 Jurado  90'
- Real Zaragoza-Atlético de Madrid 1-1
- 1-0 Jiří Jarošík  7'
- 1-1 Ibrahima Baldé  90'
- Atlético de Madrid-Osasuna 1-0
- 1-0 Jurado  79'
- Mallorca-Atlético de Madrid 4-1
- 1-0 Víctor  10'
- 1-1 Diego Forlán  26'
- 2-1 Aritz Aduriz  28'
- 3-1 Luis Perea  86' (ög.)
- 4-1 Felipe Mattioni  90'
- Atlético de Madrid-Athletic Club 2-0
- 1-0 Diego Forlán  54'
- 2-0 Sergio Agüero  86'
- Real Madrid-Atlético de Madrid 3-2
- 0-1 José Antonio Reyes  10'
- 1-1 Xabi Alonso  49'
- 2-1 Álvaro Arbeloa  55'
- 3-1 Gonzalo Higuaín  62'
- 3-2 Diego Forlán  68'
- Atlético de Madrid-Deportivo 3-0
- 1-0 Juanito  22'
- 2-0 Diego Forlán  57'
- 3-0 Tiago  61'
- Espanyol-Atlético de Madrid 3-0
- 1-0 Víctor Ruiz  47'
- 2-0 Pablo Osvaldo  67'
- 3-0 Iván Alonso  90'
- Atlético de Madrid-Xerez 1-2
- 0-1 Mario Bermejo  9'
- 1-1 Diego Forlán  12'
- 1-2 Emilio Armenteros  72'
- Villarreal-Atlético de Madrid 2-1
- 1-0 Diego Godín  21'
- 2-0 Giuseppe Rossi  44'
- 2-1 Sergio Agüero  64'
- Atlético de Madrid-Tenerife 3-1
- 1-0 Eduardo Salvio  10'
- 2-0 Eduardo Salvio  31'
- 2-1 Román Martínez  61'
- 3-1 Sergio Agüero  78'
- Sevilla-Atlético de Madrid 3-1
- 1-0 Luís Fabiano  5'
- 1-1 Tiago  8'
- 2-1 Álvaro Negredo  13' (pen.)
- 3-1 Álvaro Negredo  40' (pen.)
- Atlético de Madrid-Valladolid 3-1
- 1-0 Juanito  43'
- 2-0 Jurado  67'
- 3-0 Diego Forlán  73'
- 3-1 Jonathan Sesma  78'
- Sporting Gijón-Atlético de Madrid 1-1
- 1-0 Miguel de las Cuevas  57'
- 1-1 Ibrahima Baldé  71'
- Atlético de Madrid-Getafe 0-3
- 0-1 Roberto Soldado  14'
- 0-2 Roberto Soldado  53'
- 0-3 Daniel Parejo  87'

### Gólszerzők
- Diego Forlán 18
- Sergio Agüero 12
- Jurado 5
- Ibrahima Baldé 3

## Bajnokok Ligája

### Selejtező
- Panathinaikos-Atlético de Madrid 2-3
- 0-1 Maxi Rodríguez  36'
- 1-1 Dimítrisz Szalpingídisz  47'
- 1-2 Diego Forlán  63'
- 1-3 Sergio Agüero  70'
- 2-3 Sebastián Leto  74'
- Atlético de Madrid-Panathinaikos 2-0
- 1-0 Lukász Víntra  4' (ög.)
- 2-0 Sergio Agüero  83'

### Csoportkör
- Atlético de Madrid-APOEL Nicosia 0-0
- Porto-Atlético de Madrid 2-0
- 1-0 Radamel Falcao  75'
- 2-0 Rolando  82'
- Chelsea-Atlético de Madrid 4-0
- 1-0 Salomon Kalou  41'
- 2-0 Salomon Kalou  52'
- 3-0 Frank Lampard  69'
- 4-0 Luis Perea  90' (ög.)
- Atlético de Madrid-Chelsea 2-2
- 1-0 Sergio Agüero  66'
- 1-1 Didier Drogba  82'
- 1-2 Didier Drogba  88'
- 2-2 Sergio Agüero  90'
- APOEL Nicosia-Atlético de Madrid 1-1
- 1-0 Nenad Mirosavljević  5'
- 1-1 Simão  62'
- Atlético de Madrid-Porto 0-3
- 0-1 Bruno Alves  2'
- 0-2 Radamel Falcao  14'
- 0-3 Hulk  76'

## Európa Liga

### Legjobb 32
- Atlético de Madrid-Galatasaray 1-1
- 1-0 José Antonio Reyes  23'
- 1-1 Abdul Kader Keita  77'
- Galatasaray-Atlético de Madrid 1-2
- 0-1 Simão  63'
- 1-1 Abdul Kader Keita  66'
- 1-2 Diego Forlán  90'

### Legjobb 16
- Atlético de Madrid-Sporting 0-0
- Sporting-Atlético de Madrid 2-2
- 0-1 Sergio Agüero  3'
- 1-1 Liédson  19'
- 1-2 Sergio Agüero  33'
- 2-2 Ânderson Polga  45 + 1'

### Negyeddöntő
- Valencia-Atlético de Madrid 2-2
- 0-1 Diego Forlán  59'
- 1-1 Manuel Fernandes  66'
- 1-2 Antonio López  72'
- 2-2 David Villa  82'
- Atlético de Madrid-Valencia 0-0

### Elődöntő
- Atlético de Madrid-Liverpool 1-0
- 1-0 Diego Forlán  9'
- Liverpool-Atlético de Madrid 2-1 AET
- 1-0 Alberto Aquilani  44'
- 2-0 Yossi Benayoun  95'
- 2-1 Diego Forlán  102'

### Döntő
- Atlético de Madrid-Fulham 2-1
- 1-0 Diego Forlán  32'
- 1-1 Simon Davies  37'
- 2-1 Diego Forlán  116'